# Grenada League 2025
La Grenada League 2025, o GFA Premier League 2025, è stata la ventottesima edizione della massima serie del campionato Grenadino di calcio. Il campionato è iniziato il 24 maggio 2024 e si concluderà nell'ottobre 2025.
La squadra campione in carica è il Paradise, che ha vinto il suo settimo titolo nazionale nell'edizione 2024.

## Stagione

### Novità
Dalla stagione precedente sono stati retrocessi Mount Rich, ultimo classificato del campionato, e Fontenoy United, sconfitto negli spareggi promozione-retrocessione. Al loro posto dalla seconda divisione sono stati promossi St. David's United e North Stars. 

### Formula
Le 10 squadre partecipanti giocano un girone all'italiana con partite di andata e ritorno, per un totale di 18 giornate. La prima classificata è campione di Grenada e si qualifica per le competizioni CONCACAF. L'ultima classificata è invece retrocessa in seconda divisione, mentre la penultima gioca uno spareggio promozione-retrocessione per la permanenza in massima serie.

## Squadre partecipanti
| Club               | Città          | Stagione precedente  |
| ------------------ | -------------- | -------------------- |
| Camerhogne         | Saint George's | 5° in Grenada League |
| Hard Rock          | Sauteurs       | 8° in Grenada League |
| Carib Hurricane    | Victoria       | 4° in Grenada League |
| North Stars        | Levara         | Seconda divisione    |
| Paradise           | Saint George's | Campione di Grenada  |
| QPR                | Saint George's | 3° in Grenada League |
| SAB Spartans       | Saint George's | 6° in Grenada League |
| Shamrock           | Rose Hill      | 7° in Grenada League |
| St. David's United | Corinth        | Seconda divisione    |
| St. John's         | Gouyave        | 2° in Grenada League |

## Classifica
|                    | Pos. | Squadra            | Pt | G | V | N | P | GF | GS | DR |
| ------------------ | ---- | ------------------ | -- | - | - | - | - | -- | -- | -- |
| Grenada (bandiera) | 1.   | Camerhogne         | 0  | 0 | 0 | 0 | 0 | 0  | 0  | 0  |
|                    | 2.   | Hard Rock          | 0  | 0 | 0 | 0 | 0 | 0  | 0  | 0  |
|                    | 3.   | Carib Hurricane    | 0  | 0 | 0 | 0 | 0 | 0  | 0  | 0  |
|                    | 4.   | North Stars        | 0  | 0 | 0 | 0 | 0 | 0  | 0  | 0  |
|                    | 5.   | Paradise           | 0  | 0 | 0 | 0 | 0 | 0  | 0  | 0  |
|                    | 6.   | QPR                | 0  | 0 | 0 | 0 | 0 | 0  | 0  | 0  |
|                    | 7.   | SAB Spartans       | 0  | 0 | 0 | 0 | 0 | 0  | 0  | 0  |
|                    | 8.   | Shamrock           | 0  | 0 | 0 | 0 | 0 | 0  | 0  | 0  |
|                    | 9.   | St. David's United | 0  | 0 | 0 | 0 | 0 | 0  | 0  | 0  |
|                    | 10.  | St. John's         | 0  | 0 | 0 | 0 | 0 | 0  | 0  | 0  |

Legenda:
      Campione di Grenada e ammessa alle competizioni CONCACAF.
  Partecipa ai play-out.
 Retrocessione diretta.